# Webster (Texas)
Webster é uma cidade localizada no estado norte-americano do Texas, no Condado de Harris.

## Demografia
Segundo o censo norte-americano de 2000, a sua população era de 9083 habitantes.
Em 2006, foi estimada uma população de 9930, um aumento de 847 (9.3%).

## Geografia
De acordo com o United States Census Bureau tem uma área de 17,2 km², dos quais 17,1 km² cobertos por terra e 0,1 km² cobertos por água.

## Localidades na vizinhança
O diagrama seguinte representa as localidades num raio de 8 km ao redor de Webster.